# 高節 (嘉靖乙未進士)
高節（1498年—1565年），字仲立，别號渭北，陝西西安後衛官籍，山東濟南府禹城縣人，明朝政治人物。

## 生平
治《詩經》，由國子生中式嘉靖七年（1528年）戊子科陝西鄉試第二名舉人，十一年壬辰科會試中式第二十八名，丁母忧，未廷试。服阕，嘉靖十四年中式乙未科第三甲第八十六名進士。除山西襄陵县知县，十八年二月考选，授南京户科给事中，三载任满，出任河南府知府，甫一月，丁父忧归。

## 家族
始祖高貴，原为山东禹城县人，洪武中以战功升锦衣卫百户，後改西安後卫，遂定居西安。貴生名，名生輔，輔生玉。曾祖高玉，百戶；祖高鐸，百戶；父高昇，百戶；母吳氏（封安人）；繼母唐氏。重慶下，妻陳氏，弟第；策。